# Teror
Teror é um município da Espanha, na ilha da Grã Canária, província de Las Palmas, comunidade autónoma das Canárias. Tem 25,7 km² de área e em 2021 tinha 12 634 habitantes (densidade: 491,6 hab./km²). Em Teror é a Basílica da Virgen del Pino, padroeira da ilha da Grã aCanária.

## Demografia
| Variação demográfica do município entre 1991 e 2004 | Variação demográfica do município entre 1991 e 2004 | Variação demográfica do município entre 1991 e 2004 | Variação demográfica do município entre 1991 e 2004 |
| --------------------------------------------------- | --------------------------------------------------- | --------------------------------------------------- | --------------------------------------------------- |
| 1991                                                | 1996                                                | 2001                                                | 2004                                                |
| 10368                                               | 11225                                               | 12042                                               | 12281                                               |